# 杨蓉
楊蓉（1981年6月3日—），雲南保山人，白族，中国大陆演員。二级演员职称。畢業於上海戲劇學院表演系九七級本科。現為东阳欢娱影视文化有限公司演員。因演繹反派主角而出名，如《陸貞傳奇》的蕭喚雲，《千金女贼》的杜小寒 ，《大汉情缘之云中歌》的霍成君，其精湛的演技時常讓觀眾“恨得牙癢癢”，因此受到大众的肯定。

## 生平
杨蓉，1981年出生于云南省保山市。11岁时在云南艺术学校学习舞蹈。13岁时在上海谢晋恒通明星学校学习表演。1997年，年仅16岁的杨蓉被上海戏剧学院97级表演系本科录取。
2002年，在电视剧《少年天子》中饰演佟腊月，2005年，因饰演电视剧《少年包青天3》中的小风筝而受到关注。2011年，签约于正工作室。2012年在古装剧《宫锁珠帘》中首次尝试反面角色。2013年，参演《笑傲江湖》和《陆贞传奇》等。2014年9月，主演的电视剧《美人制造》在湖南卫视周播，创“青春星期天”剧场首播最高收视纪录，饰演女主角苏莲衣一角。
2015年9月，参演的古装剧《大汉情缘之云中歌》登陆湖南卫视钻石独播剧场播出。
2016年12月12日，主演的《美人为馅》在爱奇艺圆满收官，三季总点击率截止12月28日超过23亿。
2018年1月29日，杨蓉主演的公安题材青春励志剧《警犬来啦》上星播出，这是她继《美人为馅》后第二次挑战女警角色，饰演了一位90后菜鸟警察何木棉 ；6月4日，杨蓉领衔主演的古装奇幻剧《钟馗捉妖记》开播，她在剧中饰演了美艳高冷、爱恨分明的人类除魔师凌兮，该剧最终网络总点击量突破了15亿次 ；7月20日，现代探险题材剧《沙海》播出，杨蓉在剧中饰演了可爱的女医生梁湾 ；11月30日，她于2009年拍摄主演的电视剧《鲁冰花》播出，她在剧中饰演乡村小学教师林雪芬。
2019年11月8日，作为常驻嘉宾加盟明星的推理真人秀《明星大侦探5》在芒果TV播出。
2020年1月16日，杨蓉参演的话剧《我爱桃花》在上海话剧艺术中心首演，这是她时隔18年回归话剧舞台的作品 ；6月，杨蓉特别出演了轻科幻冒险悬疑剧《致命愿望》，饰演王美芬；9月，参与拍摄古装剧《当家主母》，饰演曾宝琴；12月18日，作为首发明星玩家加盟的明星推理真人秀《明星大侦探6》播出 ；同年，她还参演了古装喜剧《玉楼春》。
2022年6月26日，杨蓉主演的电视剧《大山的女儿》开播，她在剧中饰演2019年遭遇山洪因公殉职的广西百色市乐业县新化镇百坭村第一书记黄文秀。
2023年获评上海话剧艺术中心国家二级演员。

## 影视作品

### 电视剧/网络剧
| 首播年份 | 剧名                   | 角色              | 备注           |
| -------- | ---------------------- | ----------------- | -------------- |
| 1997年   | 《萬里晴空》           | 何冬美            |                |
| 1998年   | 《世紀人生》           | 夏國璋            |                |
| 1998年   | 《西街女》             | 阿片              |                |
| 1998年   | 《李大本事》           | 秀兒              |                |
| 1999年   | 《無悔的承諾》         | 徐洋              |                |
| 2001年   | 《濟公傳奇》           | 冷小鳳            |                |
| 2001年   | 《紫色檔案》           | 小桃              |                |
| 2002年   | 《可憐天下男人心》     | 肖梅              |                |
| 2003年   | 《亲情树》             | 郑智远            |                |
| 2003年   | 《少年天子》           | 佟臘月            |                |
| 2004年   | 《大清御史之云南铜案》 | 李娟              |                |
| 2004年   | 《武裝特警》           | 娟子              |                |
| 2005年   | 《永樂英雄兒女》       | 靈兒              |                |
| 2005年   | 《天涯追緝令》         | 霍青梅            |                |
| 2006年   | 《少年包青天3》        | 小風箏            |                |
| 2007年   | 《塵世笑談》           | 王麗麗            |                |
| 2008年   | 《山那邊海那邊》       | 鄭美瑛            |                |
| 2009年   | 《最親的敵人》         | 張小星            |                |
| 2009年   | 《保衛延安》           | 苗真              |                |
| 2009年   | 《情證今生》           | 李雨薇            |                |
| 2010年   | 《槍聲背後》           | 蔡玉              |                |
| 2010年   | 《歡喜婆婆俏媳婦》     | 朱八姐            |                |
| 2011年   | 《鎖定美軍特使》       | 顧曉雨            |                |
| 2012年   | 《宮鎖珠簾》           | 徐佳袭香 (謙貴人) |                |
| 2012年   | 《女婿難當》           | 任盈盈            |                |
| 2012年   | 《鎖夢樓》             | 周晴              |                |
| 2012年   | 《飄搖人生》           | 小玉              | 客串           |
| 2012年   | 《王的女人》           | 玉如意            | 友情客串       |
| 2013年   | 《笑傲江湖》           | 岳靈珊            |                |
| 2013年   | 《愛的創可貼》         | 徐穎              |                |
| 2013年   | 《陸貞傳奇》           | 蕭喚雲            |                |
| 2013年   | 《我為宮狂》           | 敏妃              | 友情客串, 网剧 |
| 2014年   | 《宫锁连城》           | 佟毓秀            |                |
| 2014年   | 《情定三生》           | 顾知夏            |                |
| 2014年   | 《美人制造》           | 苏莲衣            |                |
| 2014年   | 《神鵰俠侶》           | 梅超风            | 友情客串       |
| 2015年   | 《千金女贼》           | 杜小寒            |                |
| 2015年   | 《大汉情缘之云中歌》   | 霍成君            |                |
| 2015年   | 《新猛龙过江》         | 卢雁名            |                |
| 2016年   | 《我的爱对你说》       | 尚九九            |                |
| 2016年   | 《美人为馅》           | 白锦曦/苏眠       |                |
| 2016年   | 《美人为馅2》          | 白锦曦/苏眠       |                |
| 2016年   | 《美人为馅3》          | 白锦曦/苏眠       |                |
| 2016年   | 《飞刀又见飞刀》       | 薛采月            |                |
| 2018年   | 《警犬来啦》           | 何木棉            |                |
| 2018年   | 《冒险王卫斯理3》      | 舒颂/无名         | 《无名发》     |
| 2018年   | 《钟馗捉妖记》         | 凌兮              |                |
| 2018年   | 《沙海》               | 梁湾              | 网络剧         |
| 2018年   | 《魯冰花》             | 林雪芬            | 2009年拍攝     |
| 2021年   | 《玉楼春》             | 孫有貞            |                |
| 2021年   | 《致命愿望》           | 王美芬            | 网络剧         |
| 2021年   | 《当家主母》           | 曾宝琴            | 网络剧         |
| 2022年   | 《大山的女儿》         | 黃文秀            |                |
| 2023年   | 《三体》               | 慕星              |                |
| 2023年   | 《二十九》             | 袁裴              | 網絡短劇       |
| 2023年   | 《护心》               | 素影              | 网络剧         |
| 2023年   | 《二十九2》            | 袁裴              | 網絡短劇       |
| 2025年   | 《大河之水》           | 梁錦秋            |                |
| 待播     | 《小港湾》             |                   | 網絡短劇       |
| 待播     | 《惹上你爱上你》       | 陳墨墨            |                |

### 电影
| 上映年份 | 剧名                 | 角色          | 备注                                         |
| -------- | -------------------- | ------------- | -------------------------------------------- |
| 1997年   | 《鴉片戰爭》         | 丫鬟          |                                              |
| 2001年   | 《刀鋒》             | 張雲燕        |                                              |
| 2003年   | 《午夜驚魂》         | 阿蓮          |                                              |
| 2008年   | 《馬桶上的甜蜜生活》 | 穆小旦/李情霜 |                                              |
| 2011年   | 《女王》             | 方雪晴        | 辽宁卫视新节目《北方影院》打造的自制電視电影 |
| 2025年   | 《非常交易》         | Alice         |                                              |
| 待上映   | 《笑解迷心》         |               |                                              |

### 話劇
| 剧名               | 角色          |
| ------------------ | ------------- |
| 《安提戈涅》       | 小侍从        |
| 《家》             | 淑貞          |
| 《女兒泉》         | 小小          |
| 《日出》           | 小東西        |
| 《安妮日記》       | 安妮·弗蘭克   |
| 《聊齋新志》       | 巧月          |
| 《櫃中緣》         | 翠蓮          |
| 《被残害的人》     | 桑黛          |
| 《不知秋思在谁家》 | 张琳丽        |
| 《禁閉》           | 艾絲黛爾 夏炎 |
| 《非常責任》       | 朱貝貝        |
| 《暴风骤雨》       | 白大嫂        |
| 《狗魅sylvia》     | sylvia        |
| 《红楼梦》         | 晴雯          |
| 《我爱桃花》(2020) |               |

## 綜艺节目

### 主持
| 年份   | 日期             | 播放平台           | 節目名稱     | 備註                                         |
| ------ | ---------------- | ------------------ | ------------ | -------------------------------------------- |
| 2015年 | 10月4日-12月27日 | 中央电视台财经频道 | 《黄金线路》 | 刘恺威，马可，徐岑子，杨嘉豪，曹加美共同主持 |

### 节目嘉宾
| 年份   | 日期              | 播放平台 | 節目名稱               | 備註                               |
| ------ | ----------------- | -------- | ---------------------- | ---------------------------------- |
| 2013年 | 2月8日            | 湖南衛視 | 《天天向上》           |                                    |
| 2013年 | 3月10日           | 湖南衛視 | 《我是大美人》         |                                    |
| 2013年 | 5月11日           | 湖南衛視 | 《快樂大本營》         |                                    |
| 2013年 | 7月15日           | btv文艺  | 《最佳现场》           |                                    |
| 2013年 | 7月26日           | 深圳卫视 | 《年代秀》             |                                    |
| 2013年 | 11月23日          | 深圳卫视 | 《男左女右》           |                                    |
| 2014年 | 4月12日           | 湖南衛視 | 《快樂大本營》         |                                    |
| 2014年 | 10月18日          | 湖南衛視 | 《我们都爱笑3》        | 第35期                             |
| 2014年 | 12月27日          | 湖南衛視 | 《快樂大本營》         |                                    |
| 2015年 | 2月5日            | 青海卫视 | 《充电旅行》           |                                    |
| 2015年 | 2月12日           | 青海卫视 | 《充电旅行》           |                                    |
| 2015年 | 2月19日           | 青海卫视 | 《充电旅行》           |                                    |
| 2015年 | 11月6日           | 愛奇藝   | 《大牌對王牌》         |                                    |
| 2016年 | 11月4日           | 愛奇藝   | 《大牌对王牌4》        |                                    |
| 2017年 | 1月20日           | 芒果TV   | 《明星大侦探2》        | 第1期：公主嫁到                    |
| 2017年 | 3月10日           | 芒果TV   | 《明星大侦探2》        | 第7期：恐怖童谣-上                 |
| 2017年 | 3月17日           | 芒果TV   | 《明星大侦探2》        | 第8期：恐怖童谣-下                 |
| 2017年 | 3月24日           | 芒果TV   | 《明星大侦探2》        | 第9期：绝望的主妇                  |
| 2017年 | 3月31日           | 芒果TV   | 《明星大侦探2》        | 第10期：花田醉                     |
| 2017年 | 10月30日          | 江苏卫视 | 《阅读·阅美》          | 第10期                             |
| 2017年 | 12月8日           | 芒果TV   | 《明星大侦探3》        | 第6期：末日蜜蜂                    |
| 2018年 | 1月5日            | 芒果TV   | 《明星大侦探3》        | 第10期：仙梦昆仑                   |
| 2018年 | 1月12日           | 芒果TV   | 《明星大侦探3》        | 第11期：又是漂亮惹的祸             |
| 2018年 | 1月12日           | 深圳卫视 | 《非常静距离》         |                                    |
| 2018年 | 3月24日           | 湖南衛視 | 《快樂大本營》         |                                    |
| 2018年 | 9月4日            | 腾讯视频 | 《口红王子》           | 第1期                              |
| 2018年 | 9月22日           | 浙江衛視 | 《我就是演员》         |                                    |
| 2018年 | 10月27日          | 浙江衛視 | 《我就是演员》         |                                    |
| 2018年 | 11月24日          | 湖南衛視 | 《快樂大本營》         |                                    |
| 2019年 | 9月6日            | CCTV-6   | 《脫貧攻堅戰星光行動》 | 第11期，星光助力团成员             |
| 2019年 | 11月1日           | 芒果TV   | 《明星大侦探5》        | SP：NZND破冰演唱会                 |
| 2019年 | 11月29日          | 芒果TV   | 《明星大侦探5》        | 第3期：甄的不行街                  |
| 2019年 | 12月6日           | 芒果TV   | 《明星大侦探5》        | 第4期：盘丝餐厅                    |
| 2019年 | 12月20日          | 芒果TV   | 《明星大侦探5》        | 第6期：NZND破冰谜案                |
| 2019年 | 12月20日          | 芒果TV   | 《明星大侦探5》        | 第7期：MGQ时尚风云                 |
| 2020年 | 1月21日           | 浙江衛視 | 《一桌年夜饭》         | 第8期                              |
| 2020年 | 2月18日           | 东方衛視 | 《我们在行动4》        | EP9                                |
| 2020年 | 2月25日           | 东方衛視 | 《我们在行动4》        | EP10                               |
| 2020年 | 6月13日           | 湖南衛視 | 《快樂大本營》         |                                    |
| 2020年 | 12月24日-12月25日 | 芒果TV   | 《明星大侦探6》        | 第1期：夜半酒店Ⅰ                   |
| 2020年 | 12月31日          | 芒果TV   | 《明星大侦探6》        | 第2期：夜半酒店Ⅱ                   |
| 2021年 | 1月1日            | 芒果TV   | 《明星大侦探6》        | 第2期：夜半酒店Ⅱ                   |
| 2021年 | 2月17日-2月18日   | 芒果TV   | 《明星大侦探6》        | 第9期：還是漂亮惹的禍              |
| 2021年 | 3月3日-3月4日     | 芒果TV   | 《明星大侦探6》        | 第11期：芒城風雲Ⅰ                  |
| 2021年 | 3月10日-3月11日   | 芒果TV   | 《明星大侦探6》        | 第12期：芒城風雲ⅠⅠ                 |
| 2021年 | 3月17日           | 芒果TV   | 《明星大侦探6》        | 第13期：收官大會                   |
| 2022年 | 1月28日           | 芒果TV   | 《大偵探7》            | 先導：超前聚會之偵探老友記         |
| 2022年 | 2月2日-2月3日     | 芒果TV   | 《大偵探7》            | SP：偵心偵意新春演唱會             |
| 2022年 | 2月10日-2月11日   | 芒果TV   | 《大偵探7》            | 第1期：童話學院之畢業悸            |
| 2022年 | 2月24日-2月25日   | 芒果TV   | 《大偵探7》            | 第3期：宰相請點燈                  |
| 2022年 | 3月3日-3月4日     | 芒果TV   | 《大偵探7》            | 第4期：糖水風暴                    |
| 2022年 | 3月10日-3月11日   | 芒果TV   | 《大偵探7》            | 第5期：衝上雲霄之飛躍子午線        |
| 2022年 | 3月20日           | 芒果TV   | 《甜蜜的任務》         |                                    |
| 2022年 | 4月21日-4月22日   | 芒果TV   | 《大偵探7》            | 第9期：綠洲之上                    |
| 2022年 | 5月5日            | 芒果TV   | 《大偵探7》            | 第11期：頂牛之戰                   |
| 2022年 | 5月8日            | 芒果TV   | 《大偵探7》            | 第11期：頂牛之戰                   |
| 2022年 | 5月13日           | 芒果TV   | 《大偵探7》            | 第12期：收官特輯                   |
| 2023年 | 1月12日-1月13日   | 芒果TV   | 《大偵探8》            | SP：偵心偵意新春演唱會             |
| 2023年 | 1月19日           | 芒果TV   | 《大偵探8》            | 先導：超前聚會森林進化論之森林之戰 |
| 2023年 | 1月26日-1月27日   | 芒果TV   | 《大偵探8》            | 第1期：落日驚魂Ⅰ                   |
| 2023年 | 2月2日-2月3日     | 芒果TV   | 《大偵探8》            | 第2期：落日驚魂ⅠⅠ                  |
| 2023年 | 2月23日-2月24日   | 芒果TV   | 《大偵探8》            | 第5期：往日回響                    |
| 2023年 | 3月4日            | 湖南衛視 | 《你好星期六》         |                                    |
| 2023年 | 3月16日-3月17日   | 芒果TV   | 《大偵探8》            | 第8期：芒州詭事錄                  |
| 2023年 | 3月23日-3月24日   | 芒果TV   | 《大偵探8》            | 第9期：木偶復仇記3                 |
| 2023年 | 4月13日-4月14日   | 芒果TV   | 《大偵探8》            | 第12期：明日之戰                   |
| 2023年 | 4月20日           | 芒果TV   | 《大偵探8》            | 第13期：收官晚宴                   |
| 2024年 | 1月18日           | 芒果TV   | 《大偵探9》            | SP：偵心偵意演唱會                 |
| 2024年 | 1月25日           | 芒果TV   | 《大偵探9》            | SP：偵心偵意演唱會                 |
| 2024年 | 2月8日            | 芒果TV   | 《大偵探9》            | 超前聚會：新春接福                 |
| 2024年 | 2月14日-2月15日   | 芒果TV   | 《大偵探9》            | 第1期：沉默的三面羊Ⅰ               |
| 2024年 | 2月21日-2月22日   | 芒果TV   | 《大偵探9》            | 第2期：沉默的三面羊ⅠⅠ              |
| 2024年 | 3月6日-3月7日     | 芒果TV   | 《大偵探9》            | 第4期：藝術館奇妙夜                |
| 2024年 | 3月13日-3月14日   | 芒果TV   | 《大偵探9》            | 第5期：夕暉往事                    |
| 2024年 | 3月20日-3月21日   | 芒果TV   | 《大偵探9》            | 第6期：有風的地方                  |
| 2024年 | 4月17日-4月18日   | 芒果TV   | 《大偵探9》            | 第10期：決戰山海之巔               |
| 2024年 | 4月24日-4月25日   | 芒果TV   | 《大偵探9》            | 第11期：遊樂園驚魂                 |
| 2024年 | 5月1日            | 芒果TV   | 《大偵探9》            | 第12期：城市暗影                   |

## 音乐作品
| 年份   | 歌名           | 作词 | 作曲   | 备注                                             |
| ------ | -------------- | ---- | ------ | ------------------------------------------------ |
| 2014年 | 《臣妾做不到》 | 正   | 徐子崴 | 电视剧《美人制造》插曲                           |
| 2016年 | 《爱与恨》     | 劉暢 | 谭旋   | 与刘恺威共同演唱，电视剧《飞刀又见飞刀》主题曲   |
| 2016年 | 《沉眠》       | 正   | 谭旋   | 与白宇共同演唱，电视剧《美人为馅》主题曲及片尾曲 |

## 图书作品
| 年份   | 日期     | 名称     | 作者 | ISBN          |
| ------ | -------- | -------- | ---- | ------------- |
| 2015年 | 11月19日 | 《蓉颜》 | 杨蓉 | 9787569905489 |

## 获奖记录
| 年份   | 颁奖典礼                         | 奖项                         | 作品         | 结果 |
| ------ | -------------------------------- | ---------------------------- | ------------ | ---- |
| 2015年 | 第17届 华鼎奖                    | 中国古代题材电视剧最佳女演员 | 《美人制造》 | 提名 |
| 2016年 | 2017 爱奇艺尖叫之夜              | 最受关注荧幕CP               | 《美人为馅》 | 獲獎 |
| 2017年 | 第2届 亚洲新媒体电影节“金海鸥奖” | 网络剧最受欢迎女演员奖       | 《美人为馅》 | 獲獎 |
| 2017年 |                                  | 亚洲十美第一名               |              | 獲獎 |
| 2018年 | 2018 小资风尚盛典                | 年度风尚魅力女演员           |              | 獲獎 |